# Bobtex
Fiação Bobtex, o sistema Bobtex ICS (Integrated Composite Spinning), foi inventado em 1973 por Emilean e Andrew Bobkowicz (pai e filho). Consiste na fabricação de fios de filamentos contínuos a  partir de polímeros; depois de extrudado (derretido e moldado pela extrusora), este filamento recebe fibras descontínuas( ou fibrilas) naturais ou sintéticas, estas fibrilas fixam-se no fio do polímero derretido formando-se um fio "recoberto de fibrilas", sendo que esta união e fixação se dá por uma falsa torção.